# Thalassius pictus
Thalassius pictus är en spindelart som beskrevs av Simon 1898. Thalassius pictus ingår i släktet Thalassius och familjen vårdnätsspindlar. Inga underarter finns listade i Catalogue of Life.